# Vidarbha Cricket Association Ground
Das Vidarbha Cricket Association Ground, häufig auch abgekürzt VCA Ground, ist ein Cricketstadion in Nagpur, Indien. Seit 2008 wurde es für internationale Spiele in der Stadt durch das Vidarbha Cricket Association Stadium ersetzt.

## Kapazität & Infrastruktur
Das Stadion bietet Platz für 40.000 Besucher. Die beiden Wicketenden heißen Jaika End und Church End.

## Internationales Cricket
Das erste Test-Match in diesem Stadion fand im Oktober 1969 zwischen Indien und Neuseeland statt. Seitdem war es Spielstätte zahlreicher internationaler Begegnungen. Das erste One-Day International wurde hier im Januar 1985 zwischen Indien und England ausgetragen. Beim Cricket World Cup 1987 und beim Cricket World Cup 1996 wurde in dem Stadion jeweils ein Vorrundenspiel ausgetragen. Beim 5. ODI der Tour Neuseelands in der Saison 1995/96 brach eine Mauer an einer Tribüne ein. In dessen Folge starben neun Menschen.

## Nationales Cricket
Bis 2009 war das Stadion die Heimstätte von Vidarbha.